# Drochtersen
Drochtersen é um município da Alemanha localizado no distrito de Stade, estado da Baixa Saxônia.